# Ясьнівка
Ясьнівка (пол. Jaśniuka) — гірський потік в Україні, у Сколівському районі Львівської області у Галичині. Лівий доплив Стрия, (басейн Дністра).

## Опис
Довжина потоку приблизно 2,83 км, найкоротша відстань між витоком і гирлом — 2,28  км, коефіцієнт звивистості потоку — 1,24 . Формується багатьма безіменними гірськими струмками. Потік тече у гірському масиві Сколівські Бескиди (зовнішня смуга Українських Карпат).

## Розташування
Бере початок на південно-західних схилах гори Явірника Великого (1123 м). Спочатку тече на південний потім на північний захід понад горою Бескид Верх (965 м) і на висоті 818 м над рівнем моря у селі Верхнячка (колишнє Вижлів) впадає у річку Стрий, праву притоку Дністра.

## Цікавий факт
- Біля верхів'я потоку існує Заповідне урочище Явірник[3].